# Jona Jahaw

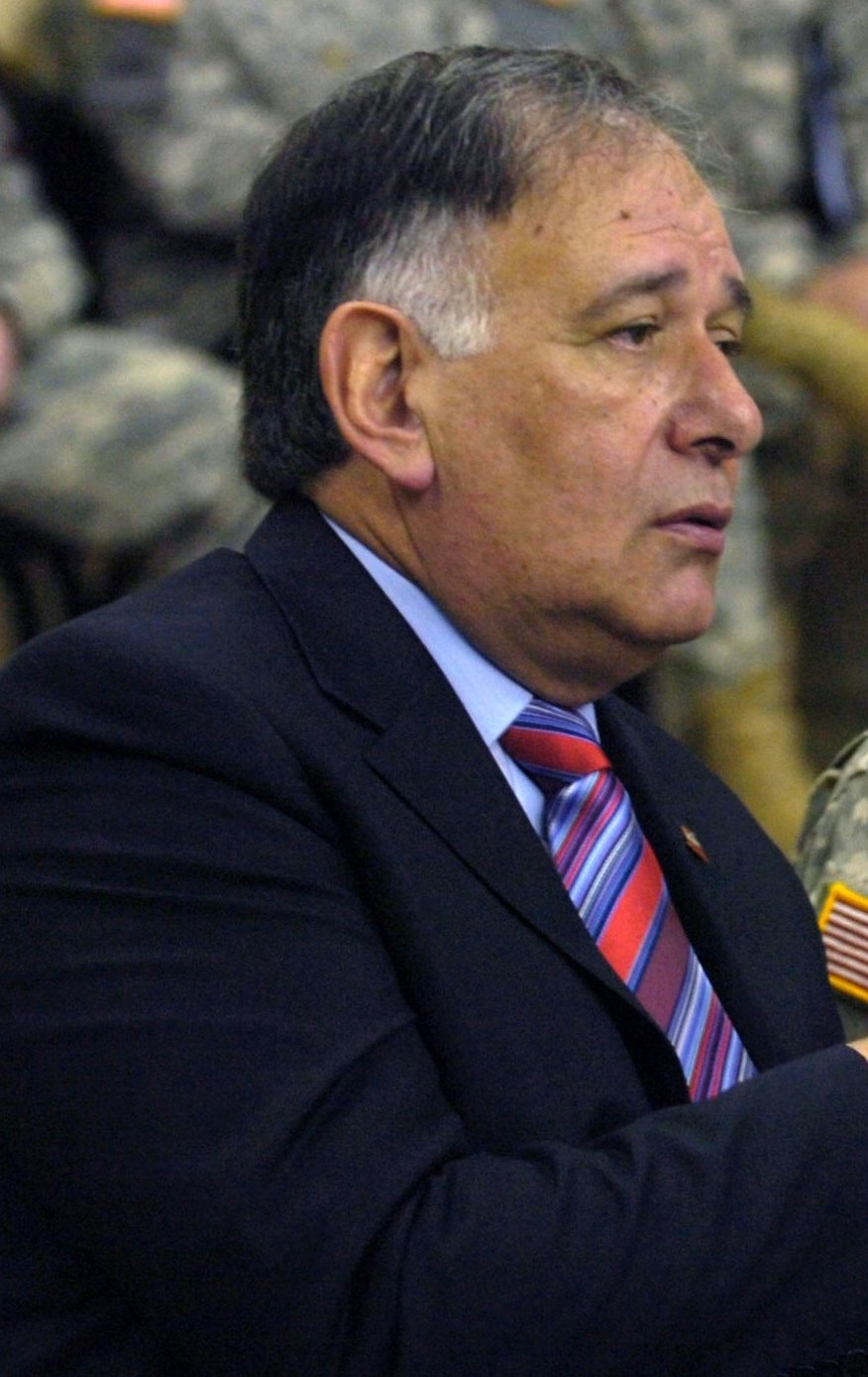
Jona Jahaw

Jona Jahaw (hebräisch יוֹנָה יָהַב Jōnah Jahav; * 19. Juni 1944 in Haifa) ist ein israelischer Rechtsanwalt und Politiker. Jahaw ist seit März 2024 Bürgermeister der Stadt Haifa, nachdem er dieses Amt schon zuvor von 2003 bis 2018 (bis zur Wahlniederlage gegen Einat Kalisch-Rotem) innehatte.

## Leben
In der vierzehnten Knesset (Wahl vom 29. Mai 1996) war er Abgeordneter der Awoda (Israelische Arbeitspartei, zionistische Partei der linken Mitte). Er arbeitete im Direktorium diverser politischer, wirtschaftlicher und staatsbürgerlicher Organisationen. Im Jahr 2003 wurde er zum Bürgermeister von Haifa gewählt und wechselte am 29. Juni 2006 zu der noch von Ariel Scharon gegründeten Kadima (deutsch: „Vorwärts“), einer liberalen Partei in der Mitte des israelischen Parteienspektrums.
Jona Jahaw, dessen Vater aus Köln stammte, bekannte einmal, dass er sich als Jugendlicher geschworen hatte, nie und nimmer deutschen Boden zu betreten.
Bei einer Reise in die Partnerstadt Mainz aus Anlass des 20-jährigen Bestehens der Städtepartnerschaft Haifa – Mainz im Mai 2007 pflanzte er einen Rebstock und wurde zum Consitor Senatus Vineti des Mainzer Weinsenats ernannt. Die Rebpflanzung knüpft an die Tradition Israels an, Besucher des Landes einen Baum pflanzen zu lassen.
2018 warb Jahaw in Düsseldorf um Investoren im Rahmen einer Delegationsreise des Haifa Business Club.